# 倫敦皇家內科醫師學會
倫敦皇家內科醫師學會 (Royal College of Physicians of London) 是一所位於倫敦的內科醫師學會。1518年由亨利八世成立，初時稱為內科醫師學會，至1674年冠“皇家”稱號。成立目的是制定對內科這門專科的專業水準。每年均會舉辦多次的專科考試，醫生要通過一連串的考試評核後，才可成為會員，英文簡稱MRCP(UK)，全寫為 Membership of the Royal College of Physicians。

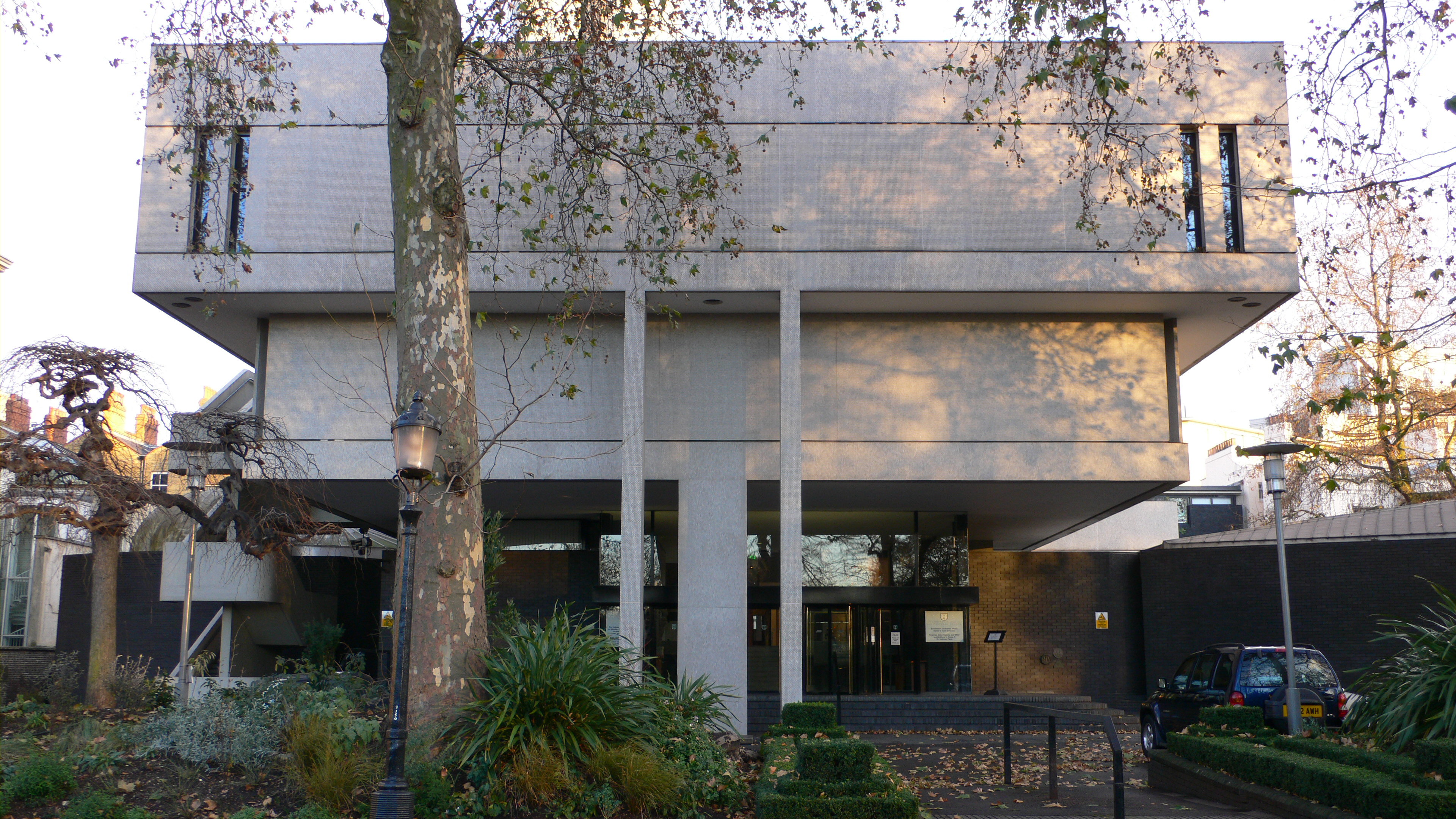
Denys Lasdun設計的學院建築

## 延伸閱讀
- Dodds, C. . Proceedings of the Royal Society of Medicine. December 1954 aa, 47 (12): 1053–1056. PMC 1919154 . PMID 13237193. doi:10.1177/003591575404701207.

## 外部連結
- 英國倫敦皇家內科醫師學會（页面存档备份，存于）